# Ундриц, Вильгельм Фомич
Ундриц Вильгельм Фомич (1891 — 1963) — советский оториноларинголог, член-корреспондент АМН СССР, доктор медицинских наук, заслуженный деятель науки РСФСР.

## Биография
В 1914 году окончил Императорскую военно-медицинскую академию. До 1917 года находился на фронте. С 1918 по 1940 года работал на кафедре оториноларингологии ВМА. Он занимал должность младшего ассистента, а также старшего преподавателя и заместителя начальника кафедры.
С 1930 года начал заведовать экспериментально-биологическим отделом Ленинградского НИИ по болезням уха, горла, носа и речи в РСФСР. С 1935 года стал доктором медицинских наук. С 1940 года руководил кафедрой оториноларингологии 1-го Ленинградского медицинского института им. И.П. Павлова.
Ундриц написал более 100 научных работ. Он первым в СССР начал изучать функции внутреннего уха с помощью регистрации улитковых токов. Он разработал методику записи нистагменной реакции глазных мышц, установил ряд закономерностей в работе вестибулярного аппарата, уточнил центральные пути нистагм-рефлекса. Ундриц описал симптомы корковой глухоты. Также изучил границы абсолютной и относительной звуковой травмы. Вскоре он исследовал роль охлаждения в этиологии острых воспалительных процессов верхних дыхательных путей, изучались значение аллергии и вазомоторные дисфункции слизистой оболочки носа. Ундриц придумал способы удаления инородных тел из носоглотки.
Ундриц был редактором редакционного отдела «Оториноларингология» 2-го издания БМЭ.
Скончался в 1963 году. Похоронен в Ленинграде на Серафимовском кладбище.

## Награды
- два ордена Ленина
- Орден Отечественной войны